# Lisa Nowak
Lisa Marie Nowak (Washington D.C., 10 mei 1963) is een Amerikaans voormalig ruimtevaarder. In 2007 werd zij door NASA ontslagen wegens een arrestatie. 
Nowaks eerste en enige ruimtevlucht was STS-121 met de spaceshuttle Discovery en vond plaats op 4 juli 2006. Het belangrijkste doel van de missie was het testen van nieuwe veiligheids- en reparatietechnieken, die werden geïntroduceerd in navolging van de ramp met het ruimteveer Columbia in februari 2003, en het bevoorraden van het Internationaal ruimtestation ISS.
Nowak maakte deel uit van NASA Astronaut Group 16. Deze groep van 44 ruimtevaarders begon hun training in 1996 en had als bijnaam The Sardines.
In 2007 werd Nowak gearresteerd wegens een poging tot ontvoering. Ze was van plan de toenmalige vriendin van ruimtevaarder William Oefelein (waar Nowak eerder een relatie mee had) te ontvoeren. In 2009 werd ze schuldig bevonden.